# 7. marec
7. marec je 66. dan leta (67. v prestopnih letih) v gregorijanskem koledarju. Ostaja še 299 dni.

## Dogodki
- 238 pr. n. št. – razglašen Dekret iz Canopusa
- 1138 – v Frankfurtu izvoljen nemški kralj Konrad III. (okronan 13. marca)
- 1876 – Alexandru Grahamu Bellu odobren patent za telefon
- 1918 – Finska podpiše sporazum o sodelovanju z Nemčijo
- 1926 – vzpostavljena medcelinska telefonska zveza med New Yorkom in Londonom
- 1933 – Engelbert Dolfuss razpusti avstrijski parlament
- 1936 – Tretji rajh krši versajsko pogodbo, ko zasede demilitarizirano Porenje
- 1942:
  - začetek bitke za Singapur
  - Rangun kapitulira
- 1945:
  - ameriška vojska prodre čez Ren
  - ustanovitev enotne vlade Demokratične federativne Jugoslavije pod Titovim predsedstvom
- 1965 – prihod prvih 3.500 marincev v Vietnam; s tem se prične novo obdobje vietnamske vojne

## Rojstva
- 189 – Geta, 23. cesar Rimskega cesarstva († 211)
- 1671 – Robert McGregor - Rob Roy, škotski upornik, izobčenec († 1734)
- 1715 – Ewald Christian von Kleist, nemški pesnik († 1759)
- 1765 – Joseph Nicéphore Nièpce, francoski fizik, izumitelj († 1833)
- 1785 – Alessandro Francesco Tommaso Manzoni, italijanski pesnik, pisatelj († 1873)
- 1792 – sir John Frederick William Herschel, angleški astronom, matematik († 1871)
- 1795 – Ernst Ludwig von Gerlach, pruski (nemški) sodnik, politik, urednik († 1877)
- 1808 – Johann Kaspar Bluntschli, švicarski pravnik († 1881)
- 1829 – Niši Amane, japonski politik in filozof († 1897)
- 1830 – Mihael Županek, slovenski pisatelj na Madžarskem († 1898 ali 1905?)
- 1850 – Tomáš Garrigue Masaryk, češki državnik († 1937)
- 1861 – Jožef Petkovšek, slovenski slikar († 1898)
- 1872 – Piet Mondrian, nizozemski slikar († 1944)
- 1875:
  - Joseph-Maurice Ravel, francoski skladatelj († 1937)
  - Milan Klemenčič, slovenski lutkar († 1957)
- 1880 – Ivan Grafenauer, slovenski književni zgodovinar († 1964)
- 1900 – Fritz London, nemško-ameriški fizik († 1954)
- 1904 – Reinhard Tristan Eugen Heydrich, nemški nacistični uradnik († 1942)
- 1908 – Anna Magnani, italijanska filmska igralka († 1973)
- 1924 – Kobo Abe, japonski pisatelj († 1993)
- 1930 – Lord Snowdon, angleški fotograf († 2017)
- 1960 – Ivan Lendl, češki tenisač
- 1974 – Uroš Smolej, slovenski gledališki in filmski igralec
- 1995 – Urša Bogataj, slovenska smučarska skakalka

## Smrti
- 322 pr. n. št. – Aristotel, grški filozof (* 384 pr. n. št.)
- 1209 – Oton VIII. Wittelsbaški, bavarski deželni grof, regicid (* 1180)
- 1226 – William Longespée, angleški plemič, nezakonski sin Henrika II., 3. grof Salisbury (* 1176)
- 1274 – Tomaž Akvinski, svetnik, cerkveni učitelj, italijanski filozof, teolog (* 1225)
- 1291 – Argun, kan Ilkanata (* 1258)
- 1304 – Bartolomej I. della Scala, vladar Verone
- 1305 – Gvido Dampierre, flandrijski grof, namurski markiz (* 1226)
- 1393 – Bogislav VI., vojvoda Pomeranije-Wolgasta (* 1350)
- 1625 – Johann Bayer, nemški astronom (* 1572)
- 1657 – Hajaši Razan, japonski konfucijanski filozof (* 1583)
- 1750 – Domenico Montagnana, italijanski izdelovalec glasbil (* okoli 1687)
- 1809 – Johann Georg Albrechtsberger, avstrijski skladatelj, organist (* 1736)
- 1891 – Fran Miklošič, slovenski jezikoslovec (* 1813)
- 1911 – Antonio Fogazzaro, italijanski pisatelj (* 1842)
- 1931 – Axél Waldemar Gallén - Akseli Gallen-Kallela, finski slikar (* 1865)
- 1931 – Christian Emil Marie Küpper - Theo van Doesburg, nizozemski slikar, pesnik (* 1883)
- 1952 – Paramahansa Yogananda, indijski guru in popularizator meditacijskih tehnik joge (* 1893)
- 1958 – Lili Novy, slovenska pesnica (* 1885)
- 1975 – Mihail Mihajlovič Bahtin, ruski semiotik in filozof (* 1895)
- 1991 – James Thomas »Cool Papa« Bell, ameriški igralec bejzbola (* 1903)
- 1999 – Stanley Kubrick, ameriški filmski režiser (* 1928)
- 2003 – Zlatko Prica, hrvaški slikar (* 1916)

## Prazniki in obredi
- dan pomorstva Slovenske vojske